# Plavecké vybavení

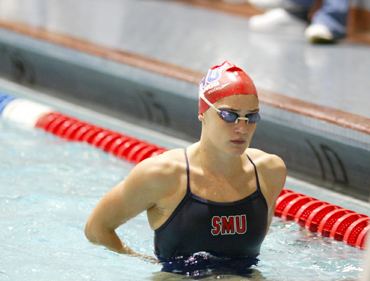
Plavkyně

Plavecké vybavení jsou pomůcky a oblečení, které má plavec na sobě při provozování plavání. Většina z nich se v nějaké specializované podobě používá ve všech plaveckých i dalších vodních sportech jako jsou skoky do vody, vodní pólo, synchronizované plavání, dálkové plavání, podvodní ragby, triatlon, podvodní hokej, aqua aerobik a další. Některé součásti plaveckého vybavení patří také do vybavení potápěčů nebo surfařů. Do plaveckého vybavení nepatří vodní nádrže (bazény a koupaliště), přestože bez nich by plavání nebylo možné.

## Základní součásti plaveckého vybavení
| Název                      | Popis | Obrázek |
| -------------------------- | --- | ------- |
| plavky                     | Plavky jsou elastický, přiléhavý oděv, oblékaný při plavání. Většinou je to jediné oblečení, které má plavec na sobě. Střihem se nejvíce podobají spodnímu prádlu. |         |
| neoprenová kombinéza       | Neoprenová kombinéza pro plavce se podobá kombinézám pro vodní lyžaře nebo surfaře. Má stejný účel chránit tělo plavce před prochladnutím. Využívá se především při dálkovém plavání nebo triatlonu.                                                                         |         |
| plavecké brýle             | Plavecké brýle chrání zrak plavce, zakrývají pouze oči, nemají na rozdíl od potápěčské masky kapsu pro nos. Nelze v nich vyrovnávat tlak a dají se využít pouze při vodních aktivitách na hladině.                                                                           |         |
| plavecká čepice            | Plavecká čepice ukrývá vlasy plavce, především u osob s dlouhými vlasy brání, aby se vlasy pletly před obličejem. Šetří vlasy před poškozením. Může snižovat odpor těla ve vodě. Slouží jako nosič startovních čísel nebo pro vyznačení příslušnosti plavce k určitému týmu. |         |
| plovací kruh               | Plovací kruh je kruhová nadlehčovací pomůcka používaná při plaveckém výcviku malých dětí. Podobá se záchrannému kruhu. |         |
| ručník                     | Ručník, také utěrák, raději však velká osuška, pro osušení pokožky plavce po vystoupení z vody. Na připojeném obrázku velká modrá osuška posloužila i jako deka k ležení. |         |
| špunty do uší              | Špunty, jednoduché plastové ucpávky uší, brání vniknutí vody do ucha. |         |
| skřipec (plavecká pomůcka) | Skřipec zhotovený jako svorka z pružného drátu obaleného plastem brání stisknutím nosních dírek vniknutí vody do nosu. Důležité při některých plaveckých stylech a aktivitách provozovaných částečně pod vodou jako je synchronizované plavání.                              |         |
| Ploutve                    | Ploutve rozšiřují plochu chodidel. Nepostradatelné při potápění a šnorchlování. Zkrácená forma se užívá i při tréninku plavání. |         |
| monoploutev                | Obě nohy jsou obuté do jediné, extrémně široké ploutve. Využívá se při ploutvovém plavání. |         |
| šnorchl                    | Šnorchl, někdy také dýchací trubice umožňuje dýchání plavcům a potápěčům při plavání těsně pod hladinou. Používá se i s maskou (potápěčskou maskou) umožňující vyrovnání tlaku a s ploutvemi.                                                                                |         |
| plážová obuv               | Plážová obuv, jednoduchá plastová obuv chrání nohy plavce při přibližování k vodě. Při použití u bazénů zmírňuje nebezpečí zamoření nohou plísněmi. Na plážích chrání nohy před pořezáním. Jednou z nejjednodušších forem jsou tzv. žabky.                                   |         |